# Абдулкаримовский сельсовет (Ермекеевский район)
Абдулкаримовский сельсове́т — упразднённая в 2008 году административно-территориальная единица и сельское поселение (тип муниципального образования) в составе Ермекеевского района. Почтовый индекс — 452190. Код ОКАТО — 80225801000. Объединён с сельским поселением Ермекеевский сельсовет.
Протекает река Ря.

## Состав сельсовета
Село (до 2005 года - деревня) Абдулкаримово — административный центр, по состоянию на 2008 год входили деревни Алгазино, Куватово.

## История
Закон Республики Башкортостан от 19.11.2008 N 49-з «Об изменениях в административно-территориальном устройстве Республики Башкортостан в связи с объединением отдельных сельсоветов и передачей населённых пунктов», ст.1 п. 21) а) гласил:

 "Внести следующие изменения в административно-территориальное устройство Республики Башкортостан:
 по Ермекеевскому району:

объединить Ермекеевский, Семено-Макаровский и Абдулкаримовский
сельсоветы с сохранением наименования «Ермекеевский» с административным
центром в селе Ермекеево.
Включить село Семено-Макарово Семено-Макаровского сельсовета, село
Абдулкаримово Абдулкаримовского сельсовета в состав Ермекеевского сельсовета.

Утвердить границы Ермекеевского сельсовета согласно представленной схематической карте.

Исключить из учётных данных Семено-Макаровский и Абдулкаримовский
сельсоветы 

## Географическое положение
На 2008 год граничил с муниципальными образованиями: Кызыл-Ярский сельсовет, Старосуллинский сельсовет, Ермекеевский сельсовет, Нижнеулу-Елгинский сельсовет, Среднекарамалинский сельсовет, Рятамакский сельсовет («Закон Республики Башкортостан от 17.12.2004 N 126-з (ред. от 19.11.2008) „О границах, статусе и административных центрах муниципальных образований в Республике Башкортостан“»).